# Ozero Velikoje Survilisjskoje
Ozero Velikoje Survilisjskoje (ryska: Озеро Великое Сурвилишское) är en sjö i Belarus.   Den ligger i voblasten Vitsebsks voblast, i den norra delen av landet, 150 km nordväst om huvudstaden Minsk. Ozero Velikoje Survilisjskoje ligger 157 meter över havet. Arean är 0,70 kvadratkilometer. Den sträcker sig 1,9 kilometer i nord-sydlig riktning, och 1,1 kilometer i öst-västlig riktning.
Omgivningarna runt Ozero Velikoje Survilisjskoje är en mosaik av jordbruksmark och naturlig växtlighet. Runt Ozero Velikoje Survilisjskoje är det ganska glesbefolkat, med 22 invånare per kvadratkilometer.